# حوقلة
الحوقلة هو قول لَا حَوْلَ وَلَا قُوَّةَ إِلَّا بِالله، وهو تعبير إسلامي، وهو من الأذكار الإسلامية، ويُقال للدلالة على «اعتراف العبد بعجزه عن القيام بأي أمر إلا بتوفيق الله له وتيسيره». وتُذكر مصادر أخرى كلمة حولقة بأنها «أي قال: لا حول ولا قوة إلا بالله».

## معناها

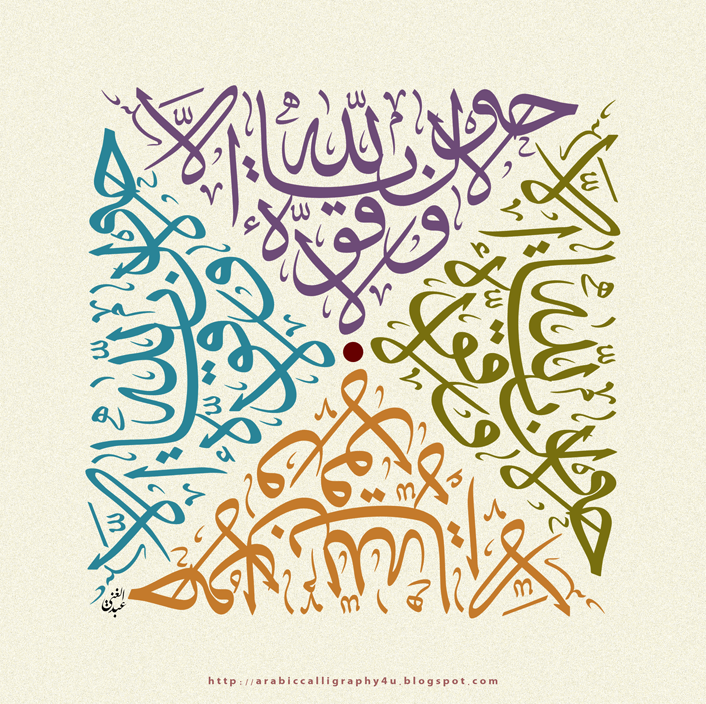
رسم رباعي لعبارة الحوقلة.

الحوقلة كلمةٌ منحوتة من لا حول ولا قوة إلاّ بالله، ويقال الحولقة.

### الأقوال في معناها
روي في معناها أقوال متقاربة، منها:
- روي عن عبد الله بن عباس في معناها أي: «لا حول بنا على العمل بالطاعة إلاّ بالله، ولا قوة لنا على ترك المعصية إلاّ بالله»[5]
- روي عن عبد الله بن مسعود أنَّه قال في معناها أي «لا حول عن معصية الله إلاّ بعصمته، ولا قوة على طاعته إلاّ بمعونته»[6]
- روي عن علي بن أبي طالب في معناها أي: «أنا لا نملك مع الله شيئاً، ولا نملك من دونه، ولا نملك إلاّ ما ملكنا مما هو أملك به منا»[7]
- سئل زهير بن محمد عن تفسير «لا حول ولا قوة إلاّ بالله» فقال: «لا تأخذ ما تحبّ إلاّ بالله، ولا تمتنع مما تكره إلاّ بعون الله»[8]
- سئل أبو الهيثم الرازي (ت 226هـ) عن تفسير «لا حول ولا قوة إلاّ بالله» فقال: «الحول: الحركة، يقال حال الشخص إذا تحرك، فكأنّ القائل إذا قال: لا حول ولا قوة، يقول: لا حركة ولا استطاعة إلاّ بمشيئة الله»[9]

## فضلها

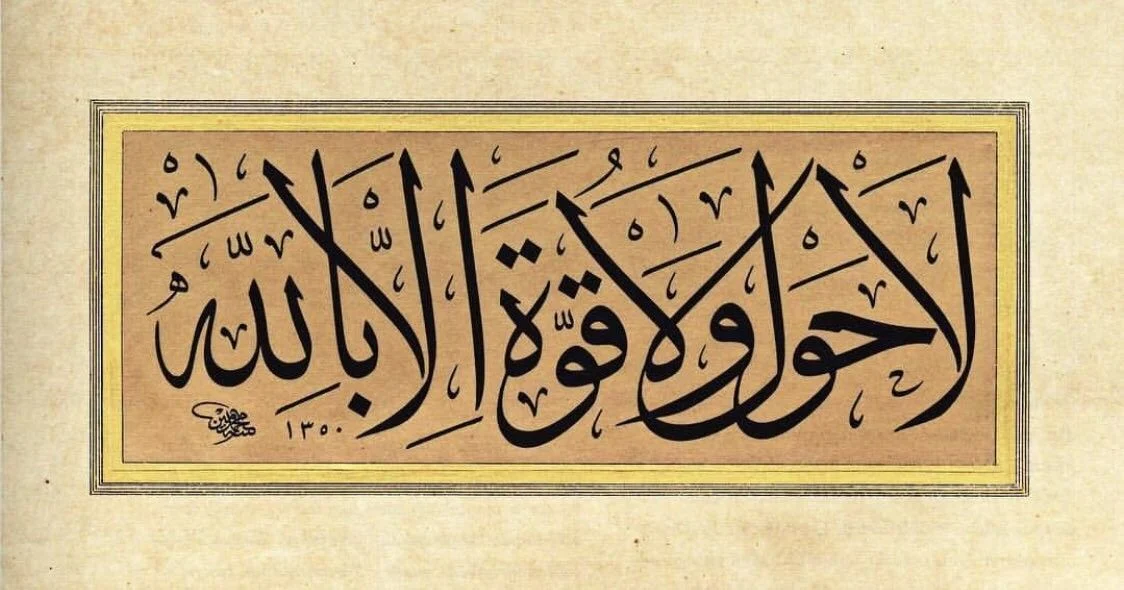
لا حول ولا قوة الا بالله

وردت عدة نصوص في السنة النبوية في بيان فضلها، منها:
- عن أبي موسى الأشعري:[10]«أن النبي ﷺ قال: ألا أعلمك كلمة هي كنز من كنوز الجنة؟ لا حول ولا قوة إلا بالله.»
- عن أبي هريرة:[11]«أن النبي ﷺ قال: أكثروا من قول: لا حول ولا قوة إلا بالله. فإنها كنز من كنوز الجنة.»
- عن أبي ذر قال:[12]«قال لي رسول الله ﷺ ألا أدلك على كنز من كنوز الجنة، قلت بلى يا رسول الله، قال لا حول ولا قوة إلا بالله»
- عن قيس بن سعد بن عبادة:[13]«أن أباه دفعه إلى النبي ﷺ يخدمه، قال فمر بي النبي ﷺ وقد صليت فضربني برجله وقال: ألا أدلك على باب من أبواب الجنة قلت: بلى قال: لا حول ولا قوة إلا بالله»
- عن عبد الله بن عمرو قال:[14]«قال رسول الله ﷺ: ما على الأرض أحد يقول لا إله إلا الله والله أكبر ولا حول ولا قوة إلا بالله إلا كفرت عنه خطاياه ولو كانت مثل زبد البحر.»
- عَنْ عُبَادَةَ بْنِ الصَّامِتِ قَالَ:[15]«قَالَ رَسُولُ اللَّهِ ﷺ :مَنْ تَعَارَّ مِنْ اللَّيْلِ فَقَالَ لا إِلَهَ إِلا اللَّهُ وَحْدَهُ لا شَرِيكَ لَهُ لَهُ الْمُلْكُ وَلَهُ الْحَمْدُ وَهُوَ عَلَى كُلِّ شَيْءٍ قَدِيرٌ الْحَمْدُ لِلَّهِ وَسُبْحَانَ اللَّهِ وَلا إِلَهَ إِلا اللَّهُ وَاللَّهُ أَكْبَرُ وَلا حَوْلَ وَلا قُوَّةَ إِلا بِاللَّهِ ثُمَّ قَالَ اللَّهُمَّ اغْفِرْ لِي أَوْ دَعَا اسْتُجِيبَ لَهُ فَإِنْ تَوَضَّأَ وَصَلَّى قُبِلَتْ صَلاتُه»
- عن حَفْصِ بْنِ عَاصِمِ بْنِ عُمَرَ بْنِ الْخَطَّابِ عَنْ أَبِيهِ عَنْ جَدِّهِ عُمَرَ بْنِ الْخَطَّابِ قَالَ:[16]«قَالَ رَسُولُ اللَّهِ ﷺ : إِذَا قَالَ الْمُؤَذِّنُ اللَّهُ أَكْبَرُ اللَّهُ أَكْبَرُ فَقَالَ أَحَدُكُمْ اللَّهُ أَكْبَرُ اللَّهُ أَكْبَرُ ثُمَّ قَالَ أَشْهَدُ أَنْ لا إِلَهَ إِلا اللَّهُ قَالَ أَشْهَدُ أَنْ لا إِلَهَ إِلا اللَّهُ ثُمَّ قَالَ أَشْهَدُ أَنَّ مُحَمَّدًا رَسُولُ اللَّهِ قَالَ أَشْهَدُ أَنَّ مُحَمَّدًا رَسُولُ اللَّهِ ثُمَّ قَالَ حَيَّ عَلَى الصَّلاةِ قَالَ لا حَوْلَ وَلا قُوَّةَ إِلا بِاللَّهِ ثُمَّ قَالَ حَيَّ عَلَى الْفَلاحِ قَالَ لا حَوْلَ وَلا قُوَّةَ إِلا بِاللَّهِ ثُمَّ قَالَ اللَّهُ أَكْبَرُ اللَّهُ أَكْبَرُ قَالَ اللَّهُ أَكْبَرُ اللَّهُ أَكْبَرُ ثُمَّ قَالَ لا إِلَهَ إِلا اللَّهُ قَالَ لا إِلَهَ إِلا اللَّهُ مِنْ قَلْبِهِ دَخَلَ الْجَنَّةَ»
- عَنْ أَنَسِ بْنِ مَالِكٍ قَالَ:[17]«قَالَ رَسُولُ اللَّهِ ﷺ :مَنْ قَالَ - يَعْنِي إِذَا خَرَجَ مِنْ بَيْتِهِ - بِسْمِ اللَّهِ تَوَكَّلْتُ عَلَى اللَّهِ لا حَوْلَ وَلا قُوَّةَ إِلا بِاللَّهِ يُقَالُ لَهُ كُفِيتَ وَوُقِيتَ وَتَنَحَّى عَنْهُ الشَّيْطَانُ»
- عَنْ أَبِي الزُّبَيْرِ قَالَ:[18]«كَانَ ابْنُ الزُّبَيْرِ يَقُولُ فِي دُبُرِ كُلِّ صَلاةٍ حِينَ يُسَلِّمُ : لا إِلَهَ إِلا اللَّهُ وَحْدَهُ لا شَرِيكَ لَهُ لَهُ الْمُلْكُ وَلَهُ الْحَمْدُ وَهُوَ عَلَى كُلِّ شَيْءٍ قَدِيرٌ لا حَوْلَ وَلا قُوَّةَ إِلا بِاللَّهِ لا إِلَهَ إِلا اللَّهُ وَلا نَعْبُدُ إِلا إِيَّاهُ لَهُ النِّعْمَةُ وَلَهُ الْفَضْلُ وَلَهُ الثَّنَاءُ الْحَسَنُ لا إِلَهَ إِلا اللَّهُ مُخْلِصِينَ لَهُ الدِّينَ وَلَوْ كَرِهَ الْكَافِرُونَ، وَقَالَ : " كَانَ رَسُولُ اللَّهِ ﷺ يُهَلِّلُ بِهِنَّ دُبُرَ كُلِّ صَلاةٍ "»

## وصلات خارجية
- أحاديث في فضل: لا حول ولا قوة إلا بالله ـ موقع إسلام ويب.
- شرح الحديث الشريف - الترغيب والترهيب - الدرس (072-116): كتاب الذكر والدعاء - الترغيب في قول لا حول ولا قوة إلا بالله ـ لمحمد راتب النابلسي بتاريخ: 1997-09-01